# Fărcășești (gmina)
Fărcășești – gmina w Rumunii, w okręgu Gorj. Obejmuje miejscowości Fărcășești, Fărcășești-Moșneni, Peșteana de Jos, Rogojel, Roșia-Jiu, Timișeni i Valea cu Apă. W 2011 roku liczyła 3289 mieszkańców.